# Wiener Wunder
Wiener Wunder ist eine österreichische Popband, die Ende 1986 mit Loretta einen Hit in den österreichischen Charts hatte. Außerdem produzierte die Band den Soundtrack zu dem Film Muttertag.

## Bandmitglieder
- Irene Djukanovic (Gesang),
- Günther Paal (Saxophon),
- Harald Sicheritz (Bass),
- Lothar Scherpe,
- Christian Schmidt
- Peter Osel (Gitarre)

## Diskografie

### Singles
- 1986 Loretta (Platz 6 in der Hit-wähl-mit-Hitparade)
- 1988 In dieser Nacht oder nie

### Alben
- 1989 Action
- 1992 Muttertag (Soundtrack)